# Kab (Einheit)
Das Kab, Kabos, auch Kaab oder Qab, war ein hebräisches Gewichts- und Volumenmaß für Wein und trockene Waren in Jerusalem. Das Maß ist schon in der Bibel erwähnt.
- 1 Kabos = 1/6 quafis = 19,47 Kilogramm (Weizen) entsprach etwa 25 Liter[1]  (zweifelhaftes Maß, ist etwa das Zehnfache)
- 18 Kabos = 1 Epha[2]
- 1 Kabos = 1 Maß (Wiener) = 2 4/5 Seidel[3]
- 1 Kab/Kabos = 1/6 Seah = 24 Hühnereierschalen[4] (zweifelhaftes Maß im Meyer)
- 1 Seah = 2 Hin = 6 Qab/Kab/Kabos = 24 Log = 661,62 Pariser Kubikzoll[5] entspricht 13,123 Liter
- 1 Kab/Qab =  110,32 Pariser Kubikzoll entspricht 2,187 Liter